# Loricatarsa garnyi
Loricatarsa garnyi är en skalbaggsart som beskrevs av Frey 1969. Loricatarsa garnyi ingår i släktet Loricatarsa och familjen Melolonthidae. Inga underarter finns listade i Catalogue of Life.